# Chrissie White
Chrissie White (23 de mayo de 1895 – 18 de agosto de 1989) fue una actriz británica de la era del cine mudo. 
Su verdadero nombre era Ada Constance White, y nació en Londres, Inglaterra. Actuó en más de 180 filmes entre 1908 y 1933. White estuvo casada con el actor y director cinematográfico Henry Edwards, y en la década de 1920 el matrimonio era considerado como una de las parejas más famosas y de mayor interés periodístico del Reino Unido. En 1920 actuó en la película The Amazing Quest of Mr. Ernest Bliss, la cual se extravió en agosto de 2010 del Archivo Nacional del British Film Institute, estando en la actualidad en la lista de los 75 filmes perdidos más buscados por BFI.
Chrissie White falleció en 1989 en Hollywood, California, a causa de un ataque cardiaco. Fue enterrada en el Cementerio Westwood Village Memorial Park de Los Ángeles.

## Selección de su filmografía
- City of Beautiful Nonsense (1919)
- The Amazing Quest of Mr. Ernest Bliss (1920)
- Wild Heather (1921)
- Lily of the Alley (1924)
- Call of the Sea (1930)